# Mark Drakeford
Mark Drakeford, né le 19 septembre 1954 à Carmarthen, est un homme d'État britannique, membre du Parti travailliste gallois. Il est Premier ministre du pays de Galles du 13 décembre 2018 au 20 mars 2024.
Membre de l'aile gauche du parti, il figure parmi les soutiens de Jeremy Corbyn,. Il est également membre des syndicats UNISON et Unite the Union. Il devient Premier ministre du pays de Galles suite de la démission de Carwyn Jones en décembre 2018.
Le 13 décembre 2023, Mark Drakeford annonce sa démission de son poste de Premier ministre du Pays de Galles et de chef du Parti travailliste gallois. Une élection à la direction a lieu le 16 mars pour désigner son remplaçant, Vaughan Gething,.